# Prezidentské volby 2021
V roce 2021 proběhly prezidentské volby v následujících zemích:
| Stát nebo území              | Datum 1. kola                  | Datum 2. kola      | Vítěz                                                           |
| ---------------------------- | ------------------------------ | ------------------ | --------------------------------------------------------------- |
| Barbados                     | 20. října 2021                 | –                  | Sandra Masonová (1. funkční období ze 2 možných)                |
| Benin                        | 11. dubna 2021                 | –                  | Patrice Talon (2. funkční období ze 2 možných)                  |
| Bulharsko                    | 14. listopadu 2021             | 21. listopadu 2021 | Rumen Radev (2. funkční období ze 2 možných)                    |
| Čad                          | 11. dubna 2021                 | –                  | Idriss Déby (7. funkční období)                                 |
| Džibutsko                    | 9. dubna 2021                  | –                  | Ismaïl Omar Guelleh (5. funkční období)                         |
| Ekvádor                      | 7. února 2021                  | 11. dubna 2021     | Guillermo Lasso (1. funkční období ze 2 možných)                |
| Estonsko                     | 30. srpna 2021                 | 31. srpna 2021     | Alar Karis (1. funkční období ze 2 možných v kuse)              |
| Fidži                        | 22. října 2021                 | –                  | Wiliame Katonivere (1. funkční období ze 2 možných)             |
| Gambie                       | 4. prosince 2021               | –                  | Adama Barrow (2. funkční období)                                |
| Honduras                     | 28. listopadu 2021             | –                  | Xiomara Castrová (1. funkční období ze 2 možných)               |
| Chile                        | 21. listopadu 2021             | 19. prosince 2021  | Gabriel Boric (1. a jediné možné funkční období v kuse)         |
| Írán                         | 18. června 2021                | –                  | Ebráhím Raísí (1. funkční období ze 2 možných v kuse)           |
| Izrael                       | 2. června 2021                 | –                  | Jicchak Herzog (1. a jediné možné funkční období)               |
| Kapverdy                     | 17. října 2021                 | –                  | José Maria Neves (1. funkční období)                            |
| Kongo                        | 21. března 2021                | –                  | Denis Sassou-Nguesso (5. funkční období)                        |
| Kosovo                       | 3. dubna 2021 až 4. dubna 2021 | 4. dubna 2021      | Vjosa Osmaniová (1. funkční období ze 2 možných)                |
| Kyrgyzstán                   | 10. ledna 2021                 | –                  | Sadyr Žaparov (1. funkční období ze 2 možných)                  |
| Laos                         | 22. března 2021                | –                  | Thongloun Sisoulith (1. funkční období ze 2 možných)            |
| Mongolsko                    | 9. června 2021                 | –                  | Uchnaagijn Chürelsüch (1. a jediné možné funkční období)        |
| Niger                        | 27. prosince 2020              | 21. února 2021     | Mohamed Bazoum (1. funkční období ze 2 možných)                 |
| Nikaragua                    | 7. listopadu 2021              | –                  | Daniel Ortega (4. funkční období)                               |
| Peru                         | 11. dubna 2021                 | 6. června 2021     | Pedro Castillo (1. a jediné možné funkční období v kuse)        |
| Podněstří                    | 12. prosince 2021              | –                  | Vadim Krasnoselskij (2. funkční období)                         |
| Portugalsko                  | 24. ledna 2021                 | –                  | Marcelo Rebelo de Sousa (2. funkční období ze 2 možných v kuse) |
| Svatý Tomáš a Princův ostrov | 18. července 2021              | 5. září 2021       | Carlos Vila Nova (1. funkční období)                            |
| Sýrie                        | 26. května 2021                | –                  | Bašár al-Asad (4. funkční období)                               |
| Sýrie                        | 12. července 2021              | –                  | Salem al-Meslet                                                 |
| Švýcarsko                    | 8. prosince 2021               | –                  | Ignazio Cassis (1. a jediné možné funkční období v kuse)        |
| Uganda                       | 14. ledna 2021                 | –                  | Yoweri Museveni (7. funkční období)                             |
| Uzbekistán                   | 24. října 2021                 | –                  | Shavkat Mirziyoyev (2. funkční období ze 2 možných)             |
| Vietnam                      | 5. dubna 2021                  | –                  | Nguyễn Xuân Phúc (1. funkční období ze 3 možných)               |
| Zambie                       | 12. srpna 2021                 | –                  | Hakainde Hichilema (1. funkční období ze 2 možných v kuse)      |

Šedě podbarveny jsou nepřímé volby.